# جام باشگاه‌های اروپا ۸۸–۱۹۸۷
جام باشگاه‌های اروپا ۸۸–۱۹۸۷، سی و سومین فصل رقابت‌های فوتبال جام باشگاه‌های اروپا بود. پی‌اس‌وی آیندهوون هلند با شکست بنفیکا پرتغال در ضربات پنالتی، برای اولین بار فاتح این رقابت‌ها شد.

## دور اول
| تیم ۱           | نتیجه‌نهایی | تیم ۲                | بازی رفت | بازی برگشت |
| --------------- | ---------- | -------------------- | -------- | ---------- |
| Neuchâtel Xamax | ۶–۲        | باشگاه فوتبال کوسیسی | ۵–۰      | ۱–۲        |
| بایرن مونیخ     | ۵–۰        | زسکا صوفیه           | ۴–۰      | ۱–۰        |
| رئال مادرید     | ۳–۱        | ناپولی               | ۲–۰      | ۱–۱        |
| پورتو           | ۶–۰        | واردار               | ۳–۰      | ۳–۰        |
| لیلستروم        | ۵–۳        | لینفیلد              | ۱–۱      | ۴–۲        |
| بوردو           | ۴–۰        | دینامو برلینر        | ۲–۰      | ۲–۰        |
| راپید وین       | ۷–۰        | Ħamrun Spartans      | ۶–۰      | ۱–۰        |
| پی‌اس‌وی آیندهوون | ۳–۲        | گالاتاسرای           | ۳–۰      | ۰–۲        |
| استوا بخارست    | ۴–۲        | ام‌تی‌کی بوداپست       | ۴–۰      | ۰–۲        |
| شامروک روورز    | ۰–۱        | اومانیا              | ۰–۱      | ۰–۰        |
| دینامو کی‌یف     | ۱–۲        | رنجرز                | ۱–۰      | ۰–۲        |
| المپیاکوس       | ۲–۳        | گورنیک زابژه         | ۱–۱      | ۱–۲        |
| آرهوس           | ۴–۲        | Jeunesse Esch        | ۴–۱      | ۰–۱        |
| بنفیکا          | ۴–۰        | پارتیزانی تیرانا     | ۴–۰      | (w/o)1     |
| فرم             | ۰–۱۰       | اسپارتا پراگ         | ۰–۲      | ۰–۸        |
| مالمو           | ۱–۲        | اندرلشت              | ۰–۱      | ۱–۱        |

1 پارتیزانی تیرانا به دلیل رفتار بازیکنان و مقاماتشان از جمله اخراج چهار بازیکن در بازی اول خود، از بازی برگشت محروم شدند.

## دور دوم
| تیم ۱           | نتیجه‌نهایی | تیم ۲           | بازی رفت | بازی برگشت |
| --------------- | ---------- | --------------- | -------- | ---------- |
| Neuchâtel Xamax | ۲–۳        | بایرن مونیخ     | ۲–۱      | ۰–۲        |
| رئال مادرید     | ۴–۲        | پورتو           | ۲–۱      | ۲–۱        |
| لیلستروم        | ۰–۱        | بوردو           | ۰–۰      | ۰–۱        |
| راپید وین       | ۱–۴        | پی‌اس‌وی آیندهوون | ۱–۲      | ۰–۲        |
| استوا بخارست    | ۵–۱        | اومانیا         | ۳–۱      | ۲–۰        |
| رنجرز           | ۴–۲        | گورنیک زابژه    | ۳–۱      | ۱–۱        |
| آرهوس           | ۰–۱        | بنفیکا          | ۰–۰      | ۰–۱        |
| اسپارتا پراگ    | ۱–۳        | اندرلشت         | ۱–۲      | ۰–۱        |

## یک‌چهارم نهایی
| تیم ۱        | نتیجه‌نهایی  | تیم ۲           | بازی رفت | بازی برگشت |
| ------------ | ----------- | --------------- | -------- | ---------- |
| بایرن مونیخ  | ۳–۴         | رئال مادرید     | ۳–۲      | ۰–۲        |
| بوردو        | ۱–۱ (گ.خ.خ) | پی‌اس‌وی آیندهوون | ۱–۱      | ۰–۰        |
| استوا بخارست | ۳–۲         | رنجرز           | ۲–۰      | ۱–۲        |
| بنفیکا       | ۲–۱         | اندرلشت         | ۲–۰      | ۰–۱        |

## نیمه نهایی
| تیم ۱        | نتیجه‌نهایی  | تیم ۲           | بازی رفت | بازی برگشت |
| ------------ | ----------- | --------------- | -------- | ---------- |
| رئال مادرید  | ۱–۱ (گ.خ.خ) | پی‌اس‌وی آیندهوون | ۱–۱      | ۰–۰        |
| استوا بخارست | ۰–۲         | بنفیکا          | ۰–۰      | ۰–۲        |

## فینال
| پی‌اس‌وی آیندهوون                                                              | ۰–۰ (و.ا.) | بنفیکا                                                           |
| ---------------------------------------------------------------------------- | ---------- | ---------------------------------------------------------------- |
|                                                                              | Report     |                                                                  |
| ضربات پنالتی                                                                 |            |                                                                  |
| رونالد کومان · ویم کیفت · ایوان نیلسن · جرالد فاننبورگ · سورن لربی · Janssen | ۶–۵        | الزو کوئلیو · Dito · رضوان حجری · Pacheco · کارلوس موزر · Veloso |

## قهرمان
| قهرمان جام باشگاه های اروپا ٨٨-١٩٨٧ |
| ----------------------------------- |
| پی‌اس‌وی آیندهوون                     |
| اولین قهرمانی                       |

## گلزنان برتر
| رتبه | بازیکن             | باشگاه          | گل | دقایق بازی |
| ۱    | Petar Novák        | اسپارتا پراگ    | ۴  | ۱۸۵        |
| ۱    | René van der Gijp  | Neuchâtel Xamax | ۴  | ۲۷۰        |
| ۱    | رابح ماجر          | پورتو           | ۴  | ۳۴۹        |
| ۱    | آلی مکویست         | رنجرز           | ۴  | ۴۳۵        |
| ۱    | روی آگواس          | بنفیکا          | ۴  | ۵۹۷        |
| ۱    | گئورگی هاجی        | استوا بخارست    | ۴  | ۶۷۵        |
| ۱    | میچل               | رئال مادرید     | ۴  | ۷۲۰        |
| ۸    | Jürgen Wegmann     | بایرن مونیخ     | ۳  | ۱۷۹        |
| ۸    | ژان-مارک فراری     | بوردو           | ۳  | ۳۴۵        |
| ۸    | ایوان هاشک         | اسپارتا پراگ    | ۳  | ۳۶۰        |
| ۸    | زلاتکو کرانچار     | راپید وین       | ۳  | ۳۶۰        |
| ۸    | António Sousa      | پورتو           | ۳  | ۳۶۰        |
| ۸    | Zoran Stojadinović | راپید وین       | ۳  | ۳۶۰        |
| ۸    | هوگو سانچز         | رئال مادرید     | ۳  | ۴۵۰        |
| ۸    | پاتریک فرفوت       | اندرلشت         | ۳  | ۴۹۵        |
| ۸    | ماریوس لاکاتوش     | استوا بخارست    | ۳  | ۵۷۸        |
| ۸    | هانس گیلهاوس       | پی‌اس‌وی آیندهوون | ۳  | ۶۴۷        |